# Джордж Сондерс
Джордж Сондерс (англ. George Saunders; 2 грудня 1958, Амарилло, Техас — письменник (США), есеїст, сценарист, лауреат Букерівської премії 2017 року за роман «Лінкольн у бардо». Книжки неодноразово потрапляли у списки бестселерів за версією журналу «The New York Times».

## Біографія
Джордж Сондерс народився в Амарилло, штат Техас, ріс у південному передмісті Чикаго, де й закінчив школу Oak Forest High School. У 1981 році Сондерс отримав ступінь бакалавра наук з геофізики у Колорадській гірничій школі. У 1988 году завершив Сирак'юський університет й отримав ступінь магістра з літературної творчості.
Працював упорядником технічної документації, інженером-геофізиком, як член екіпажу корабля і викладачем у Сирак'юському університеті (з 1997). Паралельно із викладанням активно зайнявся власною творчістю: публікував художні тексти та наукові статті.
У 2006 році йому було присвоєно Грант Ґуґґенгайма та стипендію Мак-Артура в розмірі 500 000 доларів. Брав участь у зйомках серіалів Distinguished Writers Series і Hope College's Visiting Writers Series.
Художні тексти часто зосереджені на абсурді споживацтва, корпоративній культурі та впливу ЗМІ на суспільство. Хоча багато рецензентів зауважують сатиричний тон письма Сондерса, його творчість спонукає до роздумів над морально-філософськими питаннями. Трагікомізм у текстах змушує провести паралель з романами Курта Воннеґута, книжки якого надихають Джорджа.

## «Лінкольн у бардо»
Ніч на 26 лютого 1862 року, цвинтар Оук-Гілл у Вашингтоні. Один із найславетніших американських президентів, Абрагам Лінкольн, серце якого розривається від болю через утрату 11-річного сина та через кривавий хаос, що охопив цілу країну: громадянська війна саме у розпалі. Багатоголосий хор найрізноманітніших неприкаяних душ, які з власної волі застрягли тут, на цвинтарі, між цим світом та потойбіччям, діляться своїми історіями, а тепер не зводять з президента пильних очей. Цитати з реальних і вигаданих творів реальних і вигаданих сучасників. Все це — «Лінкольн у бардо» Джорджа Сондерса, прониклива і пронизлива оповідь, сповнена співчуттям та насичена глибокими сенсами, написана надзвичайно майстерно і скомпонована неймовірно химерно. «Шедевр», — кажуть літературні критики. І додають: «Перш ніж розгорнути цю книжку, забудьте про все, що ви читали раніше. Так чи інак, вона ні на що не схожа».
Для кожного «Лінкольн у бардо» розкриється по-різному. Хтось віднайде високу мораль про сутність життя та смерті. Хтось винесе для себе твердження про рівність кожної людини перед обличчям смерті після багатьох років нерівності та принижень одних перед іншими. А літературні сноби зможуть потішитися нестандартній формі оповіді — тут зовсім нема стандартного тексту з зачином, кульмінацією та розв'язкою. Джордж Сондерс створив книжку з сотень голосів. Завдяки їм ви і дізнаєтесь про життєві перипетії кожного з героїв.

## Переклади українською мовою
- Лінкольн у бардо / пер. з англ. Андрія Маслюха. — Львів : Видавництво Старого Лева, 2019. — 464 с. — ISBN 978-617-679-622-0.